# Diastyloides biplicatus
Diastyloides biplicatus är en kräftdjursart som först beskrevs av Georg Ossian Sars 1865.  Diastyloides biplicatus ingår i släktet Diastyloides och familjen Diastylidae. Arten är reproducerande i Sverige. Inga underarter finns listade i Catalogue of Life.

## Bildgalleri

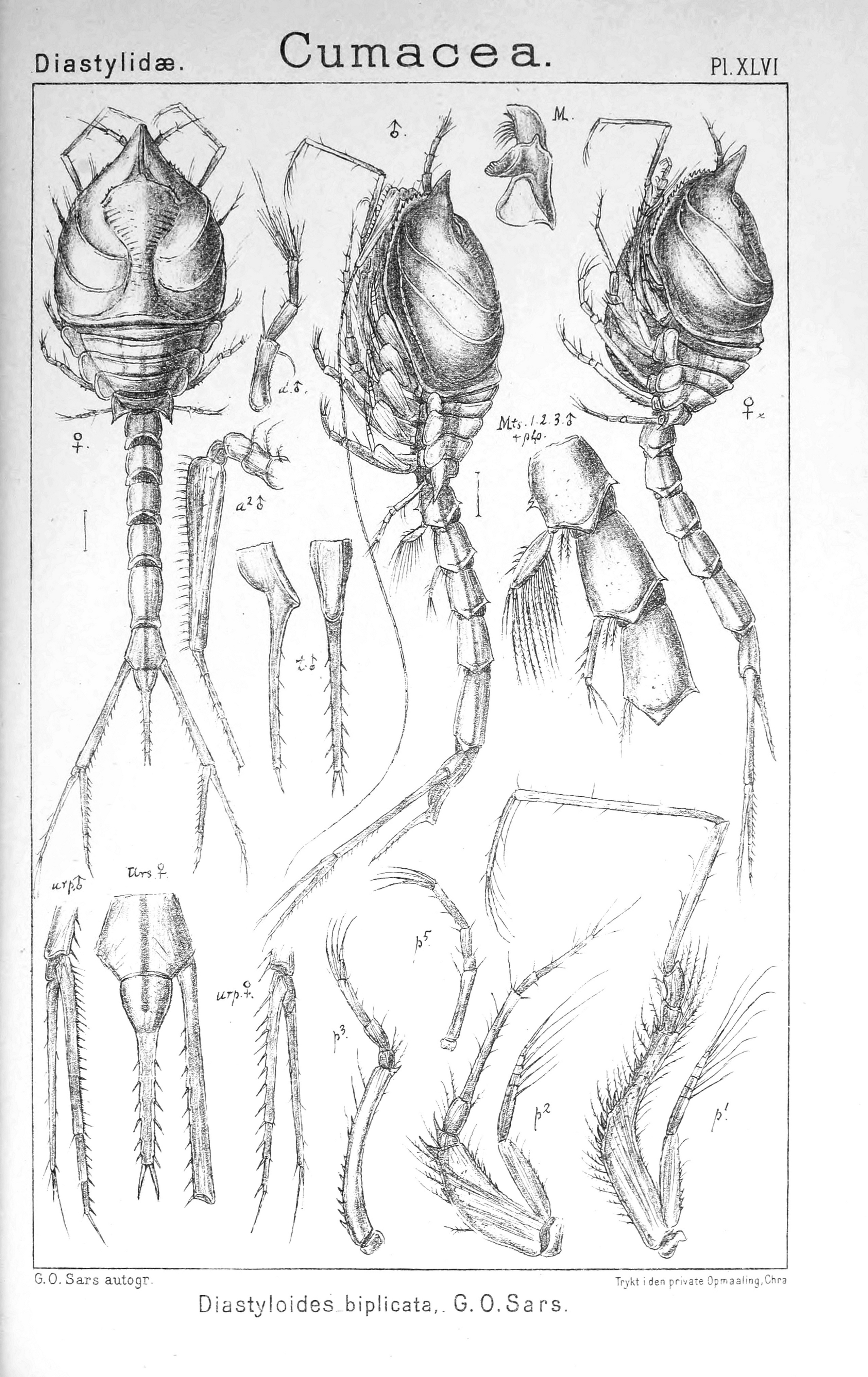